# La première sortie d'un collégien
La première sortie d'un collégien ( noto anche come Première sortie) è un cortometraggio del 1905 diretto da Louis J. Gasnier.
Primo film del comico francese Max Linder.

## Trama
Max è un  giovane studente, deve uscire per incontrarsi con un suo amico e così va da suo padre per chiedergli dei soldi. Suo padre gli dà venti franchi, ma non essendo sufficiente la somma, si volta verso sua madre che gli sgancia un'altra banconota. Max, soddisfatto si reca sulla terrazza di un caffè dove incontra il suo amico che lo sta aspettando con due giovani donne. Arrivati al ristorante, mangiano e bevono, ma avendo bevuto troppo, si addormentano. Le giovani donne, a questo punto se ne vanno, lasciando il conto da pagare. Il cameriere arriva con il conto e chiede allo studente di pagarlo, ne segue una lotta e dopo aver pagato, viene riportato nella casa, dai suoi genitori in una carrozza. È notte, arriva a stento nella sala da pranzo, urta la tavola ancora imbandita e sveglia i suoi genitori.